# Semión Antónov
Semión Serguéyevich Antónov, en ruso: Семён Сергеевич Антонов,  (Tiumén, Rusia, 18 de julio de 1989) es un jugador de baloncesto ruso que juega en el PBC CSKA Moscú de la VTB United League. Con 2.02 de estatura, su puesto natural en la cancha es el de ala-pívot.

## Trayectoria
- BC Avtodor Saratov (2006-2009)
- TSU Basket Tambov (2009-2010)
- BC Nizhni Nóvgorod (2010-2016)
- PBC CSKA Moscú (2016-)